# Scoparia astragalota
Scoparia astragalota là một loài bướm đêm trong họ Crambidae.